# Чивітавекк'я
Чивітавекк'я (італ. Civitavecchia, вен. Civitavecia) — місто та муніципалітет в Італії, у регіоні Лаціо,  метрополійне місто Рим-Столиця.
Чивітавекк'я розташована на відстані близько 65 км на захід від Рима.
Населення — 53 069 осіб (2014).

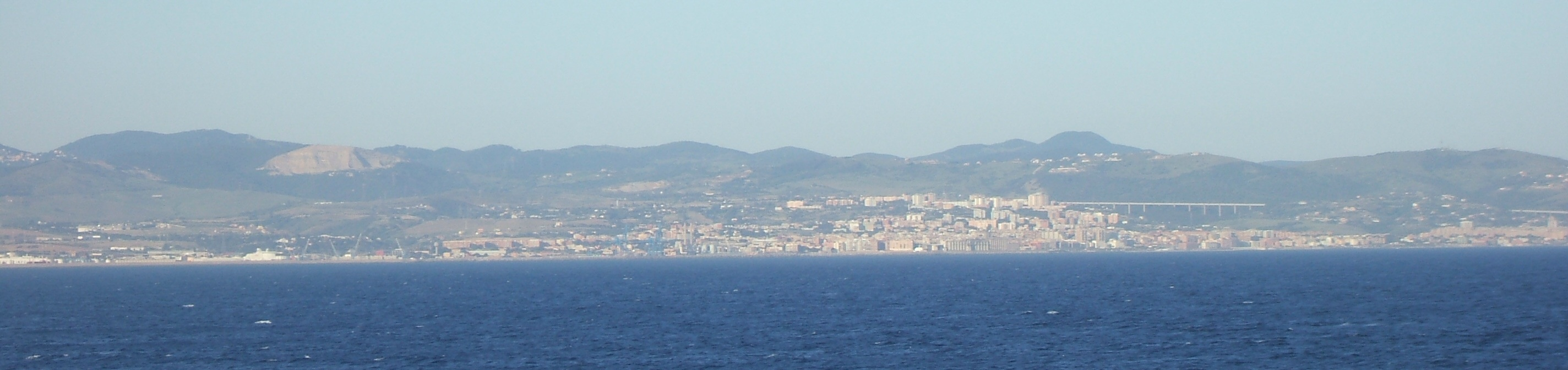

Щорічний фестиваль відбувається 28 квітня. Покровитель — Santa Fermina.
В місті є завод з виготовлення всесвітньо-відомого лікеру — самбуки, а саме Molinari Sambuca Extra, яка сьогодні займає 70% італійського ринку самбуки.

## Демографія
Населення за роками:

Станом на 1 січня 2023 року в муніципалітеті офіційно проживали 2962 іноземці з 95 країн, серед них 1805 громадян країн Євросоюзу та 45 громадян України.

## Сусідні муніципалітети
- Аллум'єре
- Санта-Маринелла
- Таркуїнія

## Дивись також
- Список муніципалітетів метрополійного міста Рим-Столиця
- Самбука

| Італія | Це незавершена стаття з географії Італії. Ви можете допомогти проєкту, виправивши або дописавши її. |